# Kloster St. Jakob (Mainz)

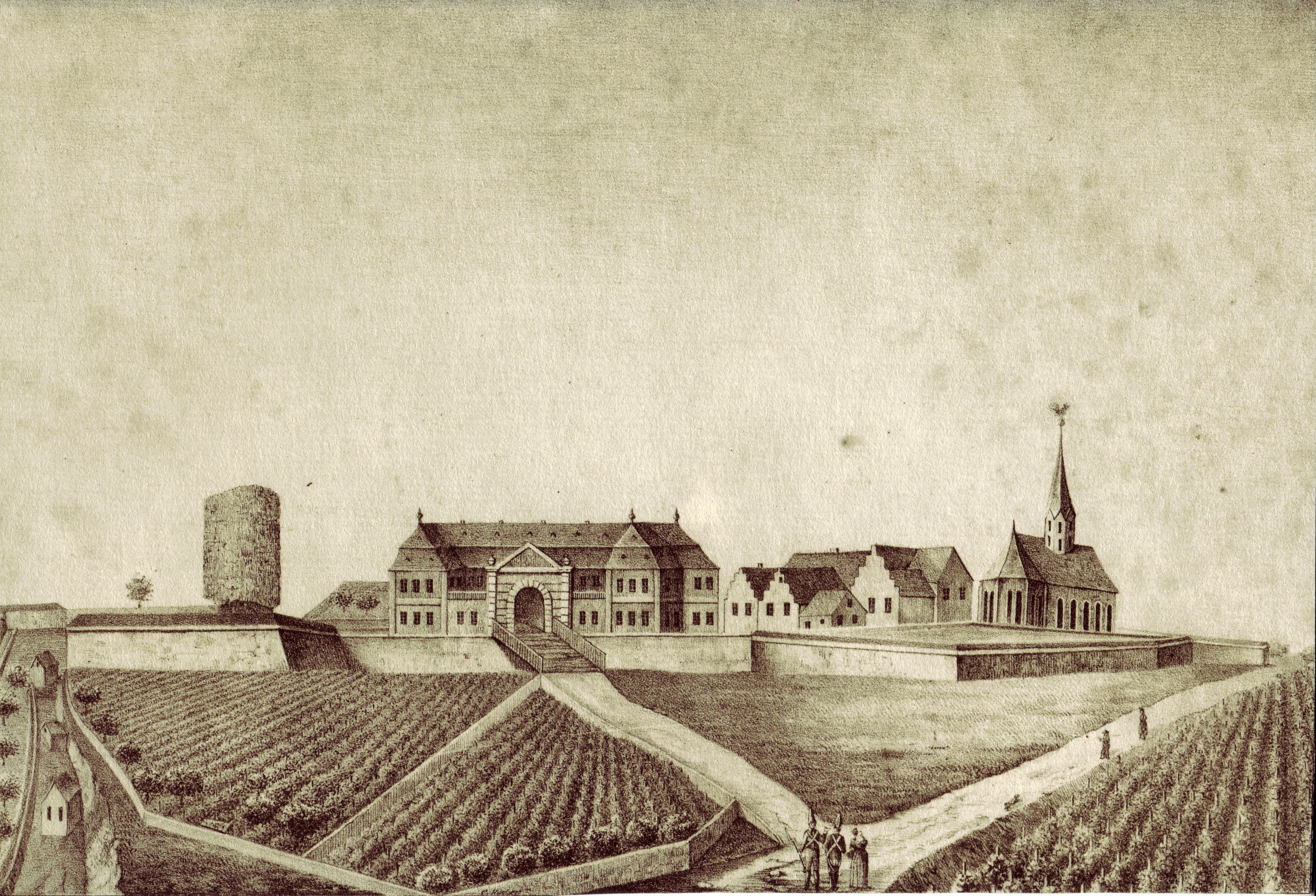
Kloster St. Jakob zu Mainz

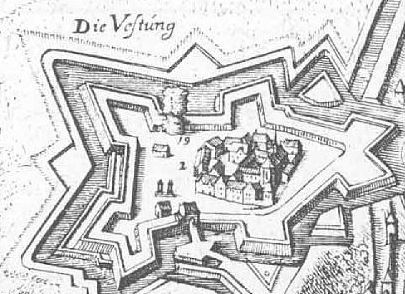
Auszug aus Matthäus Merians „Topographia Hassiae et regionum vicinarum“

Das Kloster St. Jakob (auch Jakobskloster oder Abtei St. Jakob(sberg) u. ä.; lat. Abbatia Sancti Jacobi Maioris in Monte specioso) war eine von 1051 bis 1802 bestehende Benediktinerabtei vor den Toren der Stadt Mainz, der Residenzstadt des Erzstiftes Mainz in Deutschland.

## Geschichte
Mehrere Quellen belegen, dass die Gründung das Benediktinerkloster durch den Mainzer Erzbischof Bardo im Jahr 1050 initiiert, aber erst von seinem Nachfolger Liutpolt verwirklicht wurde. Als Standort wurde ein unmittelbar südlich der Stadt gelegenes Plateau auf dem »Schönen Berg« (Mons Speciosus) ausgewählt. Nach dem Patron des Klosters, dem Apostel Jakobus dem Älteren wurde der Berg später auch »Jakobsberg« genannt. Die neue Abtei gehörte wohl zu Beginn der Gorzer Reform an. Die Schwäche des Papsttums im 11. Jahrhundert ließ Reformen notwendig werden. Kaiser Heinrich III. hob dazu ihm genehme Männer auf den Stuhl Petri, die nicht mehr römischen Adelsfamilien entstammten, sondern aus dem römisch-deutschen Reich kamen. Sie brachten die im Reich schon lebendigen Reformbewegungen von Cluny und Gorze nach Rom. Einer der wichtigsten Vertreter dieser Reformpäpste war der ehemalige Bischof von Toul, Leo IX. (1049–1054). Bereits im ersten Jahr seines Pontifikats, im Oktober 1049, kam er nach Mainz und hielt im neuen Mainzer Dom eine große Kirchenversammlung ab, an der auch Kaiser Heinrich III. sowie 40 Reichsbischöfe teilnahmen. Um die Gorzer Reform tiefer in der Diözese zu verankern, wurde der Bau des neuen Klosters im Folgejahr begonnen. 1055 erfolgt die Weihe des Klosters durch Bardos Nachfolger Liutpold, der auch dort später beigesetzt wurde.

## Heute
An das Mainzer Jakobskloster und die Bezeichnung Jakobsberg erinnert heute die Denkmalzone Jakobsbergstraße, in der die Blockbebauung an der Ecke Jakobsbergstraße/Neutorstraße, im Kern auf die 1791 errichteten einheitlichen dreigeschossigen Miethäuser des Klosters zurückgeht.

## Weiterführende Literatur
- Fritz Schillmann: Wolfgang Trefler und die Bibliothek des Jakobsklosters zu Mainz. (= Beihefte zum Zentralblatt für Bibliothekswesen. Band 43). Leipzig 1913, Nachdruck Wiesbaden 1968.
- Wolfgang Dobras: Mainz, St. Jakob, in: Friedhelm Jürgensmeier (Bearb.), Die Männer- und Frauenklöster der Benediktiner in Rheinland-Pfalz und Saarland (Germania Benedictina Bd. 9), St. Ottilien 1999, S. 470–510, ISBN 978-3-88096-609-3.
- Christoph Kühn: “Moguntiae mons S. Jacobi, olim speciosus appellatus est”. Das Benediktinerkloster St. Jakob in Mainz. In: Sternenweg. Mitteilungen der Deutschen St. Jakobus-Gesellschaft 53, 2014, S. 3–6.
- Mathias Miedreich: Die Benediktinerabtei St. Jakob bei Mainz – ein Kloster der Bursfelder Kongregation – zwischen Westfälischem Frieden und Siebenjährigem Krieg (1648–1756). (= Quellen und Abhandlungen zur mittelrheinischen Kirchengeschichte Bd. 143), Aschendorff, Münster (Westf.) 2020, ISBN 978-3-402-15950-7.
- Hartmut Fischer: Die Zitadelle in Mainz. Rheinischer Verein für Denkmalpflege und Landschaftsschutz, Köln 2021, ISBN 978-3-86526-134-2.